# 包头地铁
包头地铁，是中华人民共和国内蒙古自治区包头市的轨道交通系统，从属于呼包鄂轨道交通，目前处于停工后规划阶段，包括地铁轻轨和有轨电车。包头市地铁和轻轨线网远景规划由6条地铁线路和2条轻轨线路组成，其中地铁线路总长182.5公里，设车站125座，其中换乘车站18座。2016至2022年曾规划建设1号线和2号线（一期），后因财政原因停工。此外还有包头石拐区有轨电车已经于2017年开过工可评审会。包头石拐区有轨电车全长16.98公里，设站15座，投资26亿元。

## 规划历史

### 最後一個地鐵項目
2012年，包头完成《包头市城市轨道交通建设规划》、《包头市城市综合交通规划》、《包头市城市轨道交通线网规划》3个规划的编制，呼和浩特规划局建议呼和浩特城市轨道交通与包头、鄂尔多斯等周边城市的轨道交通联系。2016年8月21日，《包头轨道交通第一期建设规划（2016～2022年）》通过国家发改委审批，是全国最后一个通过其审批的地铁线网项目。其内容包含1号线、2号线(一期)2条线路，全长约42.25公里，可研估算总投资约为316亿元。2016年1月起，包头地铁集团从国家开发银行已获得18亿元国家专项建设基金用于地铁项目资本金。并辅以PPP模式，由政府和社会资本共同出资，组建项目公司，再加上银行贷款的形式筹措资金。2016年12月29日，《包头市轨道交通1号线、2号线一期工程可行性研究报告》获得内蒙古自治区发改委批复，包头地铁项目正式立项，其中所用列车类型从《建设规划》的B型车改为A型车，是全国首个在可研阶段调整车型的例子。2017年3月10日，包头地铁初步设计通过专家评审。

### 開工後隨即停工
2017年5月21日，包头地铁项目开工建设。2017年8月10日，时任中共中央政治局常委、全国政协主席、中央代表团团长俞正声率中央代表团一分团来到包头看望群众，庆祝内蒙古自治区成立70周年。期间俞正声转达中央意见：“包头地铁建设所需资金达300多亿元，投资额较大，与包头市财政收入不匹配”，建议地铁停工，节省资金用于支持企业发展。包头地铁随即于8月初被包头市政府停工。其后内蒙古自治区党委总结认为包头建设包头地铁是“经济数据不实、盲目过度举债搞建设”。2020年，内蒙古自治区发改委重新提到加快包头地铁建设。2021年，内蒙古自治区发改委称包头地铁暂不符合国家相关审批立项政策。

## 规划线路
根据《包头市城市总体规划（2011-2020）》和《包头市城市综合交通体系规划（2012-2020）》以及《包头市石拐区有轨电车工程可行性研究报告》，结合包头市“一市两城多片区”、“带状组团”的城市空间结构，包头市确定轨道交通线网由9条线路构成，其中地铁形成三横三纵格局，总规模182.5km，共设车站125座，其中换乘站18座，停车场5处，车辆段4处，综合维修基地2处。6条线路基本将城区主干道全部覆盖，建成后将有效改善包头市的公共交通环境。其中1号线、2号线一期为近期（2016至2022年）规划线路，3号线和4号线是远期规划线路，2号线二期、5号线、6号线及支线为远景规划线路。轻轨规划通过轻轨将石拐区、土右旗纳入包头市城市轨道交通线网调整规划，将城市功能外延，带动辅城区迅速发展。有轨电车规划全长16.98公里，设站15座，于2017年开过可研评审会。 

### 地铁
| 线路    | 站数         | 长度 （公里）    | 标志色   | 开工时间              |
| ------- | ------------ | ---------------- | -------- | --------------------- |
| █ 1号线 | 22           | 27.8             | 红色     | 2017年5月15日         |
| █ 2号线 | 21           | 29.6             | 蓝色     | 2017年5月15日（一期） |
| █ 3号线 | 28           | 36.5             | 紫色     |                       |
| █ 4号线 | 25           | 27.6             | 黄色     |                       |
| █ 5号线 | 25           | 30.9             | 深天蓝色 |                       |
| █ 6号线 | 20+2（支线） | 27.9+2.2（支线） | 绿色     |                       |

#### 第一期建设规划
根据2016年8月21日国家发改委批复的《第一期建设规划》及2016年12月29日内蒙古自治区发改委批复的《可研报告》，第一期建设规划包含1号线、2号线一期2条线路，全长约42.25公里。1号线工程为东西线，自包钢至二里半机场站，连接了包頭鋼鐵、包头东站和二里半机场，线路长约27.8公里，设站22座，采用最高时速80KM的6辆编组A型车；2号线一期工程为南北线，自新贤城至沼潭南站，连接了新贤城站和包头站，在阿尔丁广场与1号线换乘，线路长约14.3公里，设站11座，采用最高时速80KM的6辆编组A型车。总投资为305.52亿元，其中资本金占40%。

### 轻轨
| 线路 | 名称           | 长度 （公里） |
| ---- | -------------- | ------------- |
| S1线 | 土默特右旗轻轨 | 59.3          |
| S2线 | 石拐区城际轻轨 | 待定          |

### 有轨电车
| 线路               | 名称           | 长度 （公里） |
| ------------------ | -------------- | ------------- |
| 包头石拐区有轨电车 | 石拐区有轨电车 | 16.98         |

## 地铁设施

### 地铁控制中心
包头地铁控制中心是包头市六条地铁规划线路的核心枢纽，将对全线列车运行、电力供应、车站设备运行、防灾报警、环境监控、票务管理及乘客服务等地铁运营全程进行调度、指挥和监控。据了解，六条地铁线路共用一个控制中心，有利于满足轨道交通资源统一配置、统一管理、信息共享、方便运营指挥的要求。
包头地铁控制中心选址新都市区建华路东侧、建设路南侧，经二十三路西侧，纬十二北侧。项目东临天福广场，西侧与包商银行及科技展览馆隔街相望，南侧为富力城，北侧有地铁1、3号线换乘站会展中心站，地理位置优越。
项目主要功能设置以“六大中心”为主：线路控制中心(OCC)、线网指挥中心（NCC）、线网制票及清分中心（ACC）、应急指挥中心（ETC）、信息编播中心（PCC）、管廊控制中心。除此之外，还设有城市突发应急指挥中心、抗震减灾指挥中心。
包头控制中心项目占地面积4.6万平方米，容积率为2.6，建筑密度40%，规划建筑面积约12万平方米，预计2019年8月底完工。

### 沿线综合管廊
包头市地铁1号线、2号线（一期）沿线综合管廊工程是包头市重点工程，由包头市地下综合管廊管理有限公司负责建设，工程全长37.3km，一号线25.3公里，2号线（一期）12公里，总投资约54.5亿元。根据规划条件采用1～3 舱断面形式，入廊管线包括给水、中水、热力、电力、通信等五类管线，建设周期为2017年至2020年。
2017年3月8日，包头市地铁沿线地下综合管廊项目已正式立项。作为全国管廊建设试点示范城市，结合包头开建地铁的利好消息，考虑到综合管廊近远期规划建设时序（2016-2020）与地铁建设时序重叠，具备同步建设的条件，根据国家相关政策要求，市政府经研究决定，在地铁建设的同时沿线同步建设地下综合管廊，实现包头地下综合管廊建设与轨道交通建设统一路由、统一规划、统一设计、统一实施。此举不仅可以避免路面的二次开挖，还能极大降低建设成本，减少对道路交通的影响。